# Thalictrum henricksonii
Thalictrum henricksonii är en ranunkelväxtart som beskrevs av M.C. Johnston. Thalictrum henricksonii ingår i släktet rutor, och familjen ranunkelväxter. Inga underarter finns listade i Catalogue of Life.